# Gare de Chaumont
Pour les articles homonymes, voir Gare de Chaumont (homonymie).
La gare de Chaumont est une gare ferroviaire française de la ligne de Paris-Est à Mulhouse-Ville, située à proximité du centre-ville de Chaumont, préfecture du département de la Haute-Marne, en région Grand Est.
Elle est mise en service en 1857, par la Compagnie des chemins de fer de l'Est. C'est une gare de la Société nationale des chemins de fer français (SNCF), desservie par des trains régionaux du réseau TER Grand Est.

## Situation ferroviaire

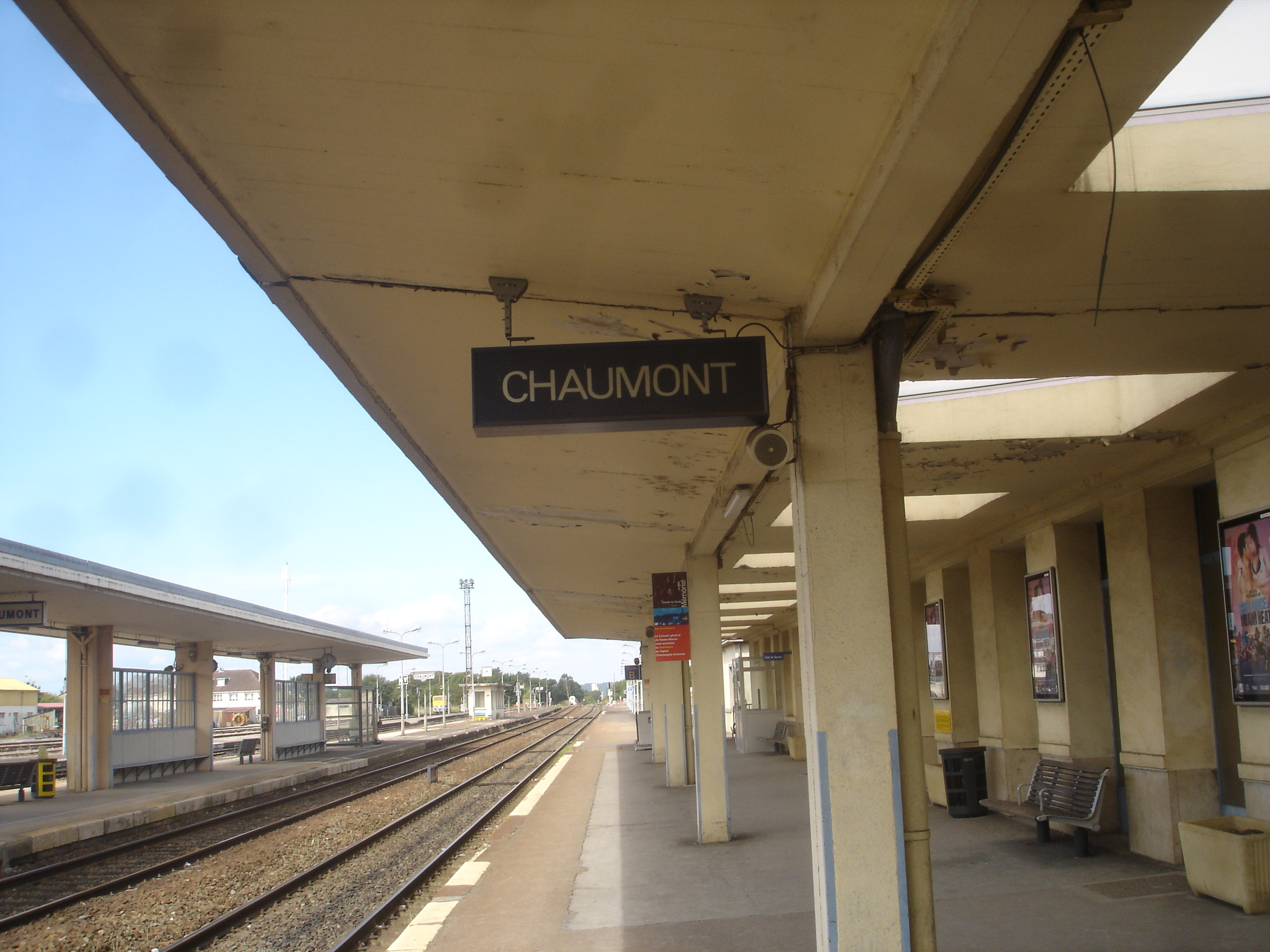
Quais et voies.

Établie à 315 m d'altitude, la gare de Chaumont se situe au point kilométrique (PK) 261,821 de la ligne de Paris-Est à Mulhouse-Ville, entre les gares ouvertes de Bar-sur-Aube et de Langres. Gare de bifurcation, elle se trouve également au PK 306,429 de la ligne de Blesme - Haussignémont à Chaumont, qui rejoint la ligne Paris – Mulhouse avant le viaduc de Chaumont (qui est situé à l'ouest de la gare).

## Histoire

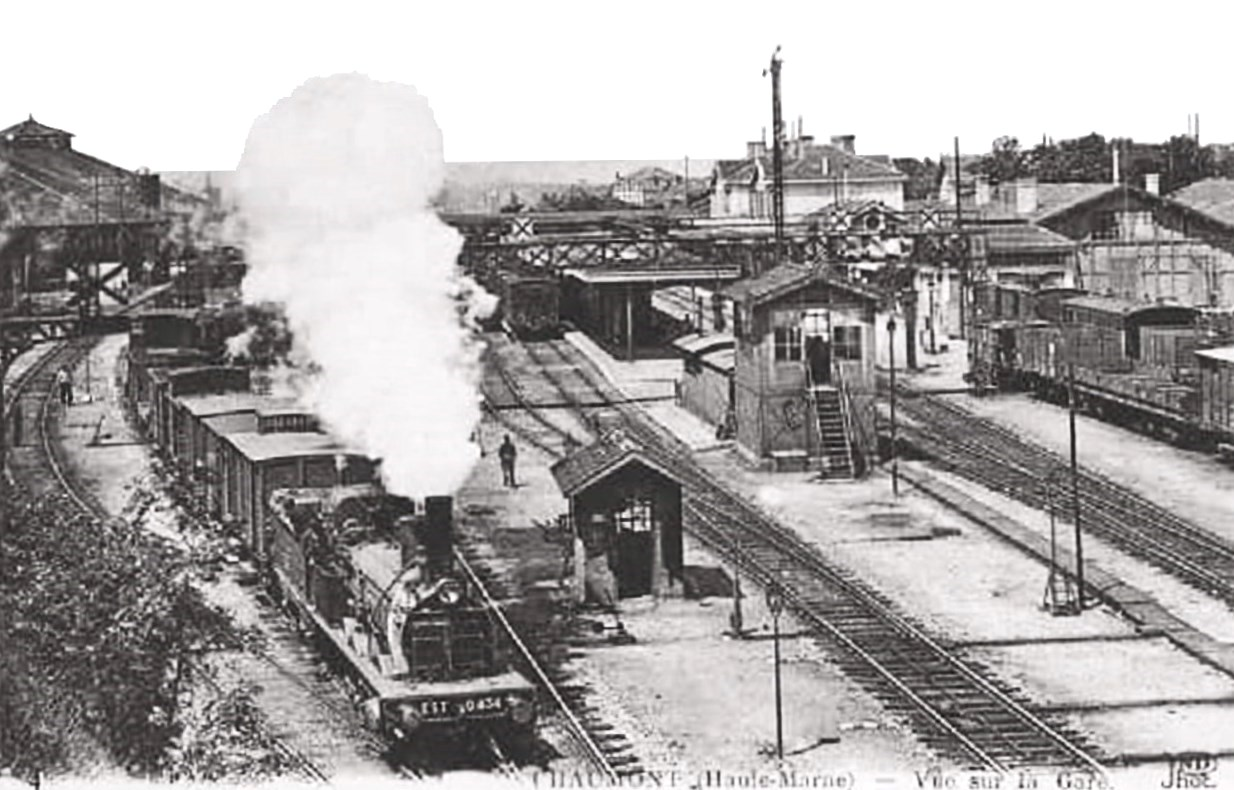
Vue ancienne de la gare.

La gare de Chaumont est mise en service par la Compagnie des chemins de fer de l'Est lorsqu'elle ouvre le 25 avril 1857 les sections de Troyes à Chaumont et de Danjeux à Chaumont.
Le 1er septembre 1866, la Compagnie de l'Est met en service la ligne ferroviaire entre Châtillon-sur-Seine et Chaumont. Cette ligne n'est plus ouverte au trafic voyageurs depuis plusieurs décennies. Cette ligne est cependant maintenue en service, essentiellement pour assurer la desserte de coopératives agricoles.
La relation Reims - Nice en Lunéa a cessé depuis le 14 décembre 2008.

## Fréquentation
De 2015 à 2024, selon les estimations de la SNCF, la fréquentation annuelle de la gare s'élève aux nombres indiqués dans le tableau ci-dessous.
| Année                      | 2015    | 2016    | 2017    | 2018    | 2019    | 2020    | 2021    | 2022    | 2023    | 2024    |
| -------------------------- | ------- | ------- | ------- | ------- | ------- | ------- | ------- | ------- | ------- | ------- |
| Voyageurs                  | 420 282 | 393 953 | 391 954 | 337 021 | 343 328 | 217 313 | 258 099 | 352 144 | 417 780 | 457 290 |
| Voyageurs et non voyageurs | 600 403 | 562 790 | 559 935 | 481 459 | 490 468 | 310 448 | 368 713 | 503 063 | 596 828 | 653 271 |

## Service des voyageurs

### Accueil
Gare SNCF, elle dispose d'un bâtiment voyageurs, avec guichets, ouvert tous les jours. Elle est équipée, d'automates pour l'achat de titres de transport TER, d'une salle d'attente et d'un quai couvert. Une boutique de presse et l'agence Cmonbus sont installées dans la gare.
Des travaux de modernisation du bâtiment voyageurs ont été réalisés en 2016. Ils ont permis d'agrandir l'espace d'attente dédié aux voyageurs, ainsi que la mise aux normes d'accessibilité des installations. La rénovation des quais, avec leur mise et accessibilité par la création d'ascenseurs desservant les trois quais, a été réalisée en 2018.

### Desserte
Chaumont est desservie par des trains TER Grand Est, sur les relations : Paris-Est - Troyes - Culmont-Chalindrey - Vesoul - Belfort - Mulhouse, Reims - Dijon et Troyes - Dijon.

### Intermodalité
Un parking est aménagé. Elle est desservie par des cars des lignes TER Grand Est : Ville-sous-la-Ferté - Bar-sur-Aube - Vendeuvre-sur-Barse ; Saint-Dizier - Joinville - Chaumont ; Chaumont - Clairvaux ; Troyes - Vendeuvre-sur-Barse - Bar-sur-Aube - Chaumont.
Entre 2011 et 2013, d'importants travaux ont été effectués dans le quartier dit Centre-Gare. En matière de stationnement, le quartier dispose d'un emplacement pour dépose-minute, de plusieurs parkings pour un stationnement de moyenne durée et d'un autre pour un stationnement de longue durée. 
Toutes les lignes du réseau de bus urbain Cmonbus sont accessibles via différents points d'arrêts.

## Service des marchandises
Cette gare est ouverte au service du fret.